# A Seaside Girl
A Seaside Girl è un cortometraggio muto del 1907 diretto da Lewin Fitzhamon.

## Trama
Sulla spiaggia di Bognor, tre spasimanti cercano di far colpo su una ragazza. Vincerà lo scozzese.

## Produzione
Il film fu prodotto dalla Hepworth.

## Distribuzione
Distribuito dalla Hepworth, il film - un cortometraggio di 99 metri - uscì nelle sale cinematografiche britanniche nel luglio 1907. Nell'ottobre dello stesso anno, la Williams, Brown and Earle lo presentò anche negli Stati Uniti.
Si conoscono pochi dati del film che, prodotto dalla Hepworth, fu distrutto nel 1924 dallo stesso produttore, Cecil M. Hepworth. Fallito, in gravissime difficoltà finanziarie, il produttore pensò in questo modo di poter almeno recuperare il nitrato d'argento della pellicola.